# Tetřevská slať
Tetřevská slať je přírodní památka ev. č. 1146 poblíž obce Horská Kvilda na pomezí okresů Klatovy a Prachatice. Oblast spravuje Správa NP a CHKO Šumava. Důvodem ochrany je typické horské vrchoviště vyšších poloh Šumavy s charakteristikou florou a faunou.